# Union nationale des mutualités socialistes
 (mai 2023).
La mise en forme du texte ne suit pas les recommandations de Wikipédia : il faut le « wikifier ».
Les points d'amélioration suivants sont les cas les plus fréquents :
- Les titres sont pré-formatés par le logiciel. Ils ne sont ni en capitales, ni en gras.
- Le texte ne doit pas être écrit en capitales (les noms de famille non plus), ni en gras, ni en italique, ni en « petit »…
- Le gras n'est utilisé que pour surligner le titre de l'article dans l'introduction, une seule fois.
- L'italique est rarement utilisé : mots en langue étrangère, titres d'œuvres, noms de bateaux, etc.
- Les citations ne sont pas en italique mais en corps de texte normal. Elles sont entourées par des guillemets français : « et ».
- Les listes à puces sont à éviter, des paragraphes rédigés étant largement préférés. Les tableaux sont à réserver à la présentation de données structurées (résultats, etc.).
- Les appels de note de bas de page (petits chiffres en exposant, introduits par l'outil «  Source ») sont à placer entre la fin de phrase et le point final[comme ça].
- Les liens internes (vers d'autres articles de Wikipédia) sont à choisir avec parcimonie. Créez des liens vers des articles approfondissant le sujet. Les termes génériques sans rapport avec le sujet sont à éviter, ainsi que les répétitions de liens vers un même terme.
- Les liens externes sont à placer uniquement dans une section « Liens externes », à la fin de l'article. Ces liens sont à choisir avec parcimonie suivant les règles définies. Si un lien sert de source à l'article, son insertion dans le texte est à faire par les notes de bas de page.
- La présentation des références doit suivre les conventions bibliographiques. Il est recommandé d'utiliser les modèles {{Ouvrage}}, {{Chapitre}}, {{Article}}, {{Lien web}} et/ou {{Bibliographie}}. Le mode d'édition visuel peut mettre en forme automatiquement les références.
- Insérer une infobox (cadre d'informations à droite) n'est pas obligatoire pour parachever la mise en page.

Pour une aide détaillée, merci de consulter Aide:Wikification.
Si vous pensez que ces points ont été résolus, vous pouvez retirer ce bandeau et améliorer la mise en forme d'un autre article.
 (mai 2023).
L’Union nationale des mutualités socialistes (UNMS) est une association socialiste constituée à Haine-Saint-Paul (Jolimont) le 4 février 1913. C’ est une association sans but lucratif qui fédère toutes les mutuelles de santé socialistes de Belgique. Le siège social de l’UNMS se trouve à Bruxelles (32-38, rue Saint-Jean à 1000 Bruxelles), mais son activité couvre toute la Belgique,.
L’UNMS est créée dans le courant de la reconnaissance des unions nationales qui a eu lieu de 1906 à 1914. L’UNMS est reconnue par un arrêté royal (A.R.) du 6 juillet 1913 sous le nom d’“Union nationale des fédérations mutualistes socialistes de Belgique”. Elle obtient par la suite plusieurs dénominations officielles, telles que “Union Nationale des Fédérations des Mutualités Syndicales et Socialistes de Belgique” par A.R. du 29 avril 1937, “Santé-Travail, Union Nationale Mutualiste de Belgique” par AR du 2 avril 1941 ainsi que “Union Nationale des Mutualités Socialistes” par arrêté du Régent du 2 mars 1945. L’assemblée générale de l’UNMS adopte ensuite la dénomination “Solidaris - Union Nationale des Mutualités Socialistes” le 24 juin 2021. L’UNMS est affiliée au parti socialiste belge et est membre de l’UNIPSO.

## Histoire

### Contexte historique
La création de l’UNMS, tout comme celle des autres mutualités professionnelles, s’inscrit dans le développement des « politiques sociales patronales » du XIXe siècle et XXe siècle en Belgique, expression qui se rapporte aux interventions financières que les employeurs réservent à leurs travailleurs en plus des obligations contractuelles qui leur sont imposées. Ces politiques sociales interviennent sur le lieu de travail, au sein de l'entreprise, et dans le cadre familial, hors de l'entreprise. Les mutualités professionnelles ont originellement une finalité économique, en l’espèce l’objectif de recruter et de maintenir une main d'œuvre stable, et politique, à savoir de réguler les classes ouvrières.
L’UNMS et le mouvement mutualiste belge en général sont empreints des traits fondateurs du système des piliers en Belgique. Ces différentes mutualités connaissent cependant une évolution assez similaire se déployant communément en trois grandes périodes historiques: la prévoyance sociale, les assurances sociales et la sécurité sociale,.

#### 1851-1894: la prévoyance sociale
L’entrée en vigueur de la loi du 3 avril 1851 sur les sociétés mutualistes entame la première période. Cette dernière loi a reconnu les mutualités et leur a ainsi octroyé la personnalité juridique. Quelques grandes entreprises belges assurent une prévoyance sociale par des logements et des caisses de prévoyance à leurs ouvriers. De plus, des travailleurs se regroupent afin de constituer des sociétés de secours mutuels. Celles-ci fonctionnent sur le principe de solidarité : quand un membre de la société est malade, cette société apporte un soutien financier. Ces initiatives ne surviennent que sporadiquement et ne sont pas institutionnalisées.

#### 1894-1944: les assurances sociales
La première période se termine avec loi du 23 juin 1894, qui ouvre la période des assurances sociales. Dans un premier temps, les sociétés mutualistes se regroupent en fédérations. La loi du 24 décembre 1903 sur la réparation des accidents du travail vient également stimuler les interventions patronales collectives, se dessinant sous la forme de l’agréation de médecins, de la création d’un service centralisé et d’un service basé sur une structure hospitalière, le tout en dispensant des soins adéquats en cas d’accidents de travail. À la suite de cela, le mouvement mutualiste - composé à cette époque de fédérations catholiques, socialistes, libérales et neutres - assure progressivement de manière plus large la couverture des risques liés à la maladie, tels que le remboursement des médicaments et des consultations auprès des médecins et l’indemnisation de l’incapacité de travail.
Dans un second temps, cette période est marquée par le regroupement des sociétés mutualistes du même pilier : c’est en effet dans une optique d’élargissement des offres de services et de facilitation des changements de fédérations que se créent ainsi les unions nationales, regroupant les fédérations.
Dans le cadre de ce mouvement de regroupement est alors créé, en 1913, l’Union nationale des fédérations des mutualités socialistes de Belgique, plus communément connue sous le nom “UNMS”. En parallèle de l’UNMS sont reconnues les autres unions nationales entre 1906 et 1914 : l’Alliance Nationale des Fédérations et des Sociétés de mutualités chrétiennes (1906), l’Union nationale des fédérations mutualistes neutres (1908) et l’Union nationale des mutualités libérales (1914),,.

#### Depuis 1944: la sécurité sociale
L’inauguration de la troisième période a lieu par l’introduction d'un régime de sécurité sociale par l’arrêté-loi du 28 décembre 1944 et l’Arrêté du Régent du 21 mars 1945.

## Structure

### Composition: mutualités affiliées
L’UNMS est composée de mutualités qui lui sont affiliées. Celles-ci sont la Socialistische Mutualiteit van de provincie Antwerpen; de VoorZorg; Solidaris Mutualité Brabant Wallon;  La Fédération des mutualités socialistes du Brabant; Socialistisch Ziekenfonds Bond Moyson West-Vlaanderen; Bond-Moyson Oost-Vlaanderen; Solidaris Mons-Wallonie Picarde; Solidaris Mutualité Socialiste du Centre, Charleroi et Soignies; La Mutualité Solidaris - Mutualité Socialiste et Syndicale de la Province de Liège; De Voorzorg-mutualiteitsverbond van Limburg; La Mutualité Socialiste du Luxembourg; Solidaris Mutualité-Province de Namur.
L’UNMS octroie des autorisations aux mutualités qui lui sont affiliées pour des tâches émanant de la loi coordonnée du 14 juillet 1994 qui concerne l’Assurance Obligatoire Soins de Santé et Indemnités. Ces tâches consistent notamment en l’octroi d’indemnités et de prestations de santé. Le conseil d’administration de l’UNMS est compétent pour décider de retirer totalement ou partiellement une autorisation qu’elle a octroyée à une mutualité, si cette dernière ne respecte pas les conditions qui lui ont été imposées par l’UNMS. Le conseil d’administration est tenu de motiver cette décision contre laquelle un recours est possible auprès du Ministre compétent dans les quinze jours de la notification de la décision. Dès lors que la mutualité perd totalement une telle autorisation, elle perd sa personnalité juridique et est dissoute d’office,. La mutualité est alors démissionnaire.

### Conditions d’affiliation et de collaboration
Pour s’affilier à l’UNMS, toute mutualité doit faire une demande écrite au président de l’UNMS. La demande d’adhésion sera acceptée ou refusée par l’Assemblée générale de l’U.N.M.S. Cette demande écrite mentionne la dénomination de la mutualité, son siège social et la date de sa fondation et de sa reconnaissance légale. La mutualité accompagne sa demande d’une copie de ses statuts. En plus, la demande contient la preuve que la mutualité compte au minimum 75 000 titulaires de prestations de santé - soit membres de la mutualité - conformément à l’article 3 de l’arrêté royal du 7 mars 1991. Pour conclure, la demande contient la preuve que la mutualité a l’intention d’organiser un service ayant pour but soit l’intervention financière dans les frais résultant de la maladie et de l’invalidité, soit l’octroi d’indemnités en cas d’incapacité de travail ou d’une autre situation dans laquelle la mutualité peut encourager le bien-être physique, psychique ou social. La mutualité désirant s’affilier à l’UNMS est également tenue de s’engager à respecter les statuts et les décisions de l’UNMS,.
Dès lors que l’UNMS constate qu’une mutualité affiliée ne respecte pas les obligations qui lui sont imposées, elle a la possibilité d’exiger de la mutualité de remettre sa situation en ordre, à défaut de quoi elle sera compétente pour suspendre l’exercice de la mutualité et se substituer à elle pendant une période définie et prolongeable.

### Organes
L’UNMS est composée de neuf organes, qui disposent tous de diverses compétences. Ceux-ci sont l’assemblée générale, le conseil d'administration, le comité d’audit et des risques, le Comité stratégique, le Comité de rémunération, les Collèges des Secrétaires de Mutualité, les Comités de direction, les Comités de gouvernance et la présidence.

### Modification des statuts
Les statuts de l’UNMS organisent la procédure des modifications statutaires. Une proposition de modification statutaire peut être introduite par le conseil d’administration ou par une ou des mutualité(s) affiliée(s). Cette deuxième possibilité nécessite toutefois l’envoi de la proposition au conseil d’administration. Lors d’une telle proposition de modification des statuts, le texte est envoyé à toutes les mutualités affiliées au minimum quatre semaines avant l’assemblée générale, pour que celles-ci puissent soumettre des révisions qu’elles devront renvoyer au moins dix jours avant l’assemblée générale au président du conseil d’administration. La proposition est ensuite soumise à l’assemblée générale qui est compétente pour délibérer. Elle est soumise à un quorum de présence fixé à la moitié au moins des membres et la décision est prise à la majorité des deux tiers des voix émises.

## Missions et objectifs
L’UNMS est « l’une des branches constitutives de l’Action commune socialiste » et est la fédération de toutes les mutuelles de santé socialistes en Belgique.
La mission principale de cette dernière est d’agencer les activités des diverses mutuelles de santé qui lui sont affiliées et de représenter et défendre leurs intérêts auprès des pouvoirs publics.
En vertu de ses statuts, les missions de l’UNMS consistent concrètement en une participation à l’exécution de l’Assurance Obligatoire Soins de Santé et Indemnités. Les prestations de santé sont par la suite remboursées soit directement par l’UNMS, soit par une mutualité qui lui est affiliée, aux membres de l’UNMS ou aux personnes à leur charge. L’UNMS est en outre chargée, dans le domaine de l’Assurance Obligatoire Soins de Santé et Indemnités, de l’assistance des membres pour assurer que ces derniers aient un accès à des soins qualitatifs. D’autre part, l’UNMS se charge elle-même ou par le biais d’une mutualité affiliée du paiement des indemnités aux travailleurs invalides, des indemnités de maternité et des allocations pour le paiement des funérailles.
L’UNMS a également pour mission d’octroyer de l’aide, de l’assistance et de l’information dans plusieurs domaines qui peuvent être soit obligatoires pour les mutualités et les membres (dont le service administratif et les fonds spéciaux de réserve), soit facultatif pour les mutualités (dont le Service social), soit encore obligatoire pour les mutualités et facultatif pour les membres (dont le service d’épargne prénuptial).

## Actualité
Le 24 juin 2021, l’assemblée générale de l’UNMS adopte la dénomination de « Solidaris – Union nationale des mutualités socialistes ». Cette association est pleinement active aujourd’hui et dispose d’un site internet par région, contenant ainsi un onglet ‘Questions les plus fréquentes’ et répondant à ces questions précises. À titre d’exemple, le site internet répond d’avance aux questions « Quand vais-je recevoir le paiement de mes indemnités ? » et « Quels sont les différents trajets de soins ? ». Solidaris propose des services concernant notamment la santé, les enfants, les loisirs et la vie intime (gynécologie, contraception…). Cette dernière est ainsi active dans la prévention des maladies et la prévention de la santé et organise différentes campagnes agissant pour plus d’égalité.